# Kunstsammlungen & Museen Augsburg
Die Kunstsammlungen & Museen Augsburg sind der administrative Zusammenschluss mehrerer Augsburger städtischer Museen und Sammlungen. Vorgängereinrichtung waren die Städtischen Kunstsammlungen Augsburg.
Zu den Kunstsammlungen & Museen Augsburg gehören:
- Brechthaus
- Zentrum für Gegenwartskunst im Glaspalast
- Maximilianmuseum
- Mozarthaus Augsburg
- Neue Galerie im Höhmannhaus
- Grafisches Kabinett
- Römisches Museum Augsburg mit der Stadtarchäologie
- Schaezlerpalais mit der Deutschen Barockgalerie, der Karl und Magdalene Haberstock-Stiftung und der Staatsgalerie Altdeutsche Meister.

Alle Kunstsammlungen sind in historischen und denkmalgeschützten Gebäuden untergebracht.

## Direktoren
- 1932–1938: Norbert Lieb
- 1939–1946: Hans Robert Weihrauch
- 1946–1963: Norbert Lieb
- 1964–1980: Bruno Bushart
- 1981–1989: Tilman Falk
- 1990–2005: Björn R. Kommer
- seit 2004: Christof Trepesch